# Alberto Destrieri
Alberto Destrieri (Legnano, 3 dicembre 1946 – 29 maggio 2019) è stato un attore teatrale italiano, nota figura a Milano. Ha interpretato il ruolo de  La Pinetta nella compagnia teatrale de I Legnanesi.
Nato a Legnano, comincia a lavorare presso la Franco Tosi Meccanica. Nel 1972 entra in contatto con la compagnia teatrale dialettale I Legnanesi della quale dal 1973 sarà una delle colonne nelle vesti da en travesti de La Pinetta, anziana cugina de La Teresa.
Inizialmente recita insieme al capocomico della compagnia Felice Musazzi; dalla sua scomparsa avvenuta nel 1989, tornerà a lavorare con la compagnia a partire dagli anni 2000 insieme al trio Provasio-Dalceri-Campisi. Colpito da una rapida malattia continua a recitare fino al 18 aprile 2019. Muore a 72 anni il 29 maggio dello stesso anno.